# Niccolò Ardinghelli
Niccolò Ardinghelli (né  à Florence  en Toscane, le 17 mars 1503, et mort à Rome le 23 août 1547) est un cardinal italien du XVIe siècle.

## Biographie
Niccolò Ardinghelli est secrétaire du cardinal Alessandro Farnese, chanoine à Florence, vicaire de Marches, dataire et protonotaire apostolique. En 1541 il est nommé évêque de Fossombrone. Il est  préfet du supplicum libellis et nonce apostolique près du roi François Ier de  France.
Mgr Ardinghelli est créé cardinal par le pape  Paul III lors du consistoire du 19 décembre 1544. Le cardinal Ardinghelli est nommé préfet du tribunal suprême de la Signature apostolique en 1545.